# Gaižiūnai
Gaižiūnai est un village de la municipalité du district de Jonava, en Lituanie.

## Localisation
Le village est situé sur la rivière Taurosta, affluent de la Neris, à environ 3 km (1,9 mi) au sud-est de Jonava et à 25 km (16 mi) au nord-est de Kaunas. Le chemin de fer de Šiauliai bifurque vers Kaunas et Vilnius près du village. Gaižiūnai est également connue comme base militaire.

## Base militaire
L'ancien terrain d'entraînement militaire de Varėna ne pouvait pas être utilisé par l'armée lituanienne car il était trop proche de la ligne de démarcation avec la Pologne et a suscité des protestations polonaises. C'est pourquoi, en 1930, l'armée achete quelque 80 km2 de terres, principalement des forêts de pins, des tourbières et des sols sablonneux impropres à l'agriculture. Les nouveaux terrains d'entraînement comprennent un aérodrome, une liaison ferroviaire et de nombreux bâtiments pour les soldats. En 1939, selon le Traité d'assistance mutuelle soviéto-lituanien, environ 5 000 soldats russes étaient stationnés dans la base militaire,. Après la Seconde Guerre mondiale, les Soviétiques agrandissent la base et construisent une ville militaire à Rukla. Lorsque la Lituanie retrouve son indépendance, les bases ont été adaptées à ses besoins.